# Carlos Gutiérrez González (futbolista)
Carlos Gutiérrez González (San Cristóbal de La Laguna, Canarias, 4 de noviembre de 1991) es un futbolista español. Juega en la posición de defensa en el C. D. Numancia de la Segunda Federación.

## Trayectoria
Carlos Gutiérrez comenzó a forjar su carrera como futbolista en la cantera del Club de Fútbol Reale Juventud Laguna, pasando también por el juvenil del Club Deportivo Tenerife. Debutó en categoría nacional vistiendo la camiseta del Club Deportivo Laguna, equipo de su ciudad natal que militaba en Tercera División. Tras consumarse el descenso del club tinerfeño a la Interinsular Preferente de Tenerife, en julio de 2012 fichó por la Unión Deportiva Las Palmas Atlético. Con Carlos en sus filas el equipo filial se alzaría esa campaña con el campeonato del grupo canario de Tercera División, alcanzando la categoría de bronce del fútbol español tras superar una eliminatoria ante el Club Deportivo Tuilla. La siguiente temporada el conjunto grancanario finalizó en cuarto lugar del Grupo II.
A finales de junio de 2014 renovó su compromiso con la entidad amarilla firmando un nuevo contrato de dos años pero en esta ocasión como jugador del primer equipo, la Unión Deportiva Las Palmas. No obstante fue cedido el mes siguiente al Club Deportivo Leganés por una temporada, buscando continuar su progresión. El 24 de agosto de 2014 disputó sus primeros minutos en Segunda División al saltar al terreno de juego en el minuto setenta y ocho de un partido contra el Deportivo Alavés que terminó con empate a un gol.
En el verano de 2015 se reincorporó a la U. D. Las Palmas, recién ascendido a la Primera División, para hacer a pretemporada. Finalmente el club decidió no inscribirlo en la primera plantilla y, al no materializarse una cesión, quedó sin ficha. En enero de 2016 se fue cedido al Burgos C. F., entonces equipo de Segunda División B, hasta el final de la temporada. Ese mismo año acabó rescindiendo su contrato y se incorporó al C. D. Numancia.
El 9 de enero de 2020 abandonó el conjunto soriano para jugar en el Avispa Fukuoka japonés. Tras dos años en este equipo siguió en el país nipón, ya que a finales de 2021 concretó su fichaje por el Tochigi S. C. Después de una temporada en este conjunto inició una nueva etapa en el F. C. Machida Zelvia.
El 27 de enero de 2024, tras cuatro años en Japón, regresó al fútbol español después de incorporarse a la S. D. Huesca para lo que quedaba de campaña. La siguiente fichó por el Zamora C. F. y en julio de 2025 volvió al C. D. Numancia.

## Clubes
| Club                   | País   | Año       | Part. | Goles |
| ---------------------- | ------ | --------- | ----- | ----- |
| C. D. Laguna           | España | 2010-2012 | 71    | 4     |
| Las Palmas Atlético    | España | 2012-2014 | 70    | 2     |
| C. D. Leganés (cedido) | España | 2014-2015 | 10    | 0     |
| Burgos C. F. (cedido)  | España | 2015-2016 | 17    | 0     |
| C. D. Numancia         | España | 2016-2020 | 103   | 5     |
| Avispa Fukuoka         | Japón  | 2020-2021 | 19    | 1     |
| Tochigi S. C.          | Japón  | 2022      | 37    | 4     |
| F. C. Machida Zelvia   | Japón  | 2023      | 16    | 0     |
| V-Varen Nagasaki       | Japón  | 2023      | 3     | 0     |
| S. D. Huesca           | España | 2024      | 7     | 0     |
| Zamora C. F.           | España | 2024-2025 | 21    | 1     |
| C. D. Numancia         | España | 2025-     |       |       |

## Palmarés

### Títulos nacionales
| Título                                 | Club                      | País   | Año     |
| -------------------------------------- | ------------------------- | ------ | ------- |
| Tercera División de España ― Grupo XII | U. D. Las Palmas Atlético | España | 2012-13 |